# Wei Tingting

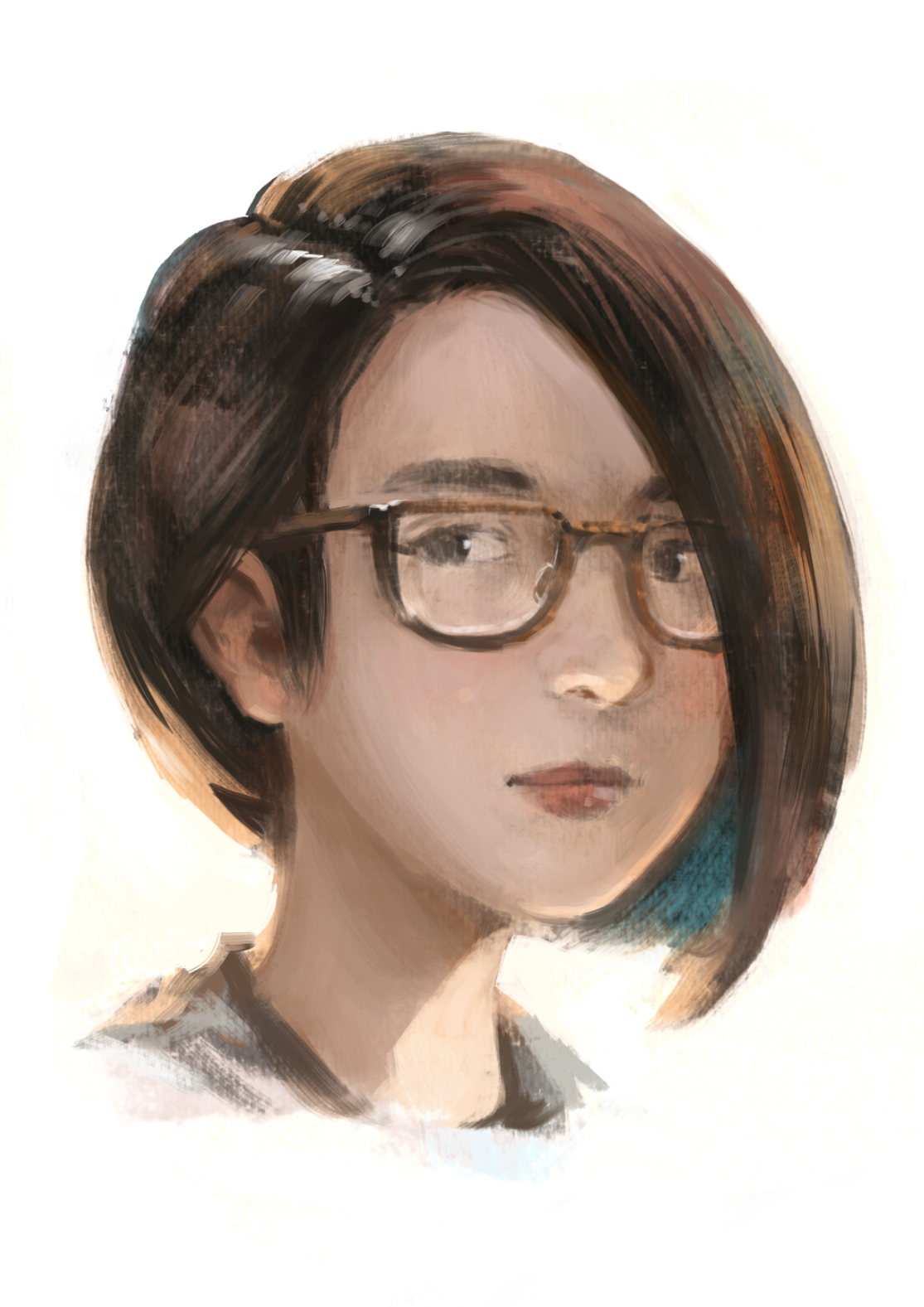
Portret van Wei Tingting

Wei Tingting (Chinees: 韦婷婷) (Hechi, geboren ca. 1989) is een Chinese feminist. Zij zet zich in voor homorechten en voor rechten van vrouwen.

## Biografie
Wei groeide op in het landelijke zuiden van China. Haar ouders waren boeren, maar begonnen later een kapperszaak. Als kind zag zij dat haar vader haar moeder sloeg. Ook andere vrouwen in het dorp waar ze woonde werden geslagen. Een vrouw slaan werd daar heel gewoon gevonden, bijvoorbeeld als een vrouw iets verkeerd had gedaan volgens haar man. Omdat ze goed kon leren kon zij sociologie gaan studeren aan de universiteit van Wuhan.
Volgens The New York Times, werd ze aangetrokken tot de westerse feministische "provocateurs" en maakte zij een toneelproductie van De Vagina Monologen tijdens het tweede jaar van haar opleiding. Ze werd later projectmanager bij een Gender-gezondheidsinstituut in Beijing, waar ze meehielp met het organiseren van een jaarlijkse Aids wandeling op de Chinese Muur. Ook woonde zij vrouwenconferenties bij in India en Zuid-Korea. Ze startte met het verzamelen van materiaal voor een documentaire film over biseksualiteit in China. Daarnaast was zij directeur van Ji'ande, een organisatie die zich inzet voor rechten van Lgbt-ers in Beijing.
In 2018 werkt zij bij een organisatie die zich bezighoudt met voorlichting over gender en seksualiteit.

## Activisme
Op Valentijnsdag 2012 nam Wei Tingting samen met Li Tingting  deel aan een protestmanifestatie tegen huiselijk geweld in Beijing. Zij droeg daarbij een met bloed besmeurde bruidsjurk. Deze actie had effect, want het Nationaal Volkscongres sprak vervolgens over een wet om vrouwen beter te beschermen tegen huiselijk geweld.
Zij publiceerde samen met Wu Rongrong foto’s van hun naakte lichamen, waarop een rode afdruk van een hand van een man te zien was. Ook voerden zij in 2015 een wc-actie uit. Zij bezetten heren-wc’s in stations en in kantoorgebouwen, waarmee zij protesteerden tegen het gebrek aan wc's voor vrouwen.
In 2015 werd zij aangehouden door de Chinese overheid, samen met vier andere activisten (Zheng Churan, Wang Man, Wu Rongrong, en Li Tingting, gezamenlijk bekend als de "Bende van Vijf"). De aanhouding vond kort voor Internationale Vrouwendag plaats, toen de vijf van plan waren om een campagne uit te voeren tegen seksuele intimidatie en aanranding in het openbaar vervoer. De vrouwen wilden folders en stickers uitdelen in de metro's van Beijing, Shanghai en Guangzhou. Tingting was zelf ook slachtoffer van aanranding.
Voor activisme en het veroorzaken van "sociale instabiliteit" kan iemand in China tot 3 jaar gevangenisstraf krijgen, voor het organiseren  "illegale samenkomsten" zelfs 5 jaar. Onder andere Hilary Clinton vroeg na de aanhouding van de vijf  om hun vrijlating. Hetzelfde deden de EU, de VN en vele mensenrechtenorganisaties waaronder Amnesty International. Tingting en de andere vrouwen werden na 37 dagen, op 13 april 2015, voorwaardelijk vrijgelaten. De vrouwen mochten na de vrijlating gedurende een jaar niet meer reizen zonder toestemming van de autoriteiten.

Zelf geeft Wei aan dat de grote internationale belangstelling bij de arrestatie in China kan leiden tot meer aandacht, meer beperkingen en tot strengere censuur. Na haar vrijlating zei ze dat ze zal blijven strijden voor gendergelijkheid:
Ik heb zoveel rapporten en artikelen gelezen over onze arrestatie. Dit alles is zo ontroerend en bemoedigend. Ik begon mij ontmoedigd te voelen en dacht dat dit incident het einde zou betekenen voor ons - jonge, vrouwelijke activisten. Maar door alle reacties is een tijdperk begonnen met prachtige, nieuwe activisten. Ze kunnen ons niet allemaal pakken en ze kunnen ons niet allemaal blokkeren.
Bustle, een Engelstalig onlinevrouwenmagazine, nam de "Chinese feministische vijf" op in hun lijst van inspirerende activisten voor vrouwenrechten.